# (32560) 2001 QV31
2001 QV31 (asteroide 32560) é um asteroide da cintura principal. Possui uma excentricidade de 0.12675190 e uma inclinação de 9.07387º.
Este asteroide foi descoberto no dia 16 de agosto de 2001 por LINEAR em Socorro.